# Tào Vũ (Tam Quốc)
Tào Vũ (chữ Hán: 曹宇, ? – 278), tên tự là Bành Tổ, người huyện Tiếu, nước (quận) Bái, là hoàng thân nhà Tào Ngụy thời Tam Quốc trong lịch sử Trung Quốc.

## Thân thế
Tào Vũ là con trai của Tào Tháo, mẹ là Hoàn phu nhân, các anh em cùng mẹ là Tào Xung, Tào Cư. Vợ ông là con gái của Trương Lỗ.

## Thay đổi tước phong
Năm Kiến An thứ 16 thời Hán Hiến đế (211), ông được phong Đô hương hầu. Năm 217, ông được đổi phong Lỗ Dương hầu.
Năm 221 thời Tào Ngụy Văn đế, Tào Vũ được tiến tước làm tước công. Năm thứ 3 (222), ông được phong làm Hạ Bì vương.
Năm 224, Tào Vũ được đổi phong ở huyện Thiện Phụ .
Năm 232 thời Tào Ngụy Minh đế, ông được cải phong là Yên vương.
Tào Vũ cùng lớn lên với Minh đế, nên được sủng ái hơn hẳn chư vương. Năm Thanh Long thứ 3 (235), ông được trưng vào triều.
Năm 238, ông được trở về Nghiệp Thành.
Mùa hạ năm 239, ông lại được triệu về kinh đô Lạc Dương. Tháng 12 ÂL năm ấy, Minh đế bị bệnh nặng, phong Tào Vũ làm Đại tướng quân, muốn giao phó hậu sự. Tào Vũ tính tình cung thuận, ôn hòa, nên sau 4 ngày thì cố từ không nhận. Minh đế nghe theo cận thần Lưu Phóng, Tôn Tư, chọn Tào Sảng, Tư Mã Ý làm phụ chính, miễn chức của Tào Vũ. Sau đó Tào Vũ ra khỏi cung, trở về phủ đệ ở đất phong.
Trong những niên hiệu Cảnh Sơ thời Minh đế, Chính Nguyên thời Phế đế, Cảnh Nguyên thời Nguyên đế, ông đều được tăng thêm thực ấp, lên đến 5500 hộ.
Sang đời Tây Tấn, ông bị giáng làm Yên công. Năm Hàm Ninh thứ 4 (278) thời Tấn Vũ đế, ông mất. Không rõ Tào Vũ bao nhiêu tuổi. Tính từ khi được phong tước Đô hương hầu đến khi mất, Tào Vũ hoạt động trong gần 70 năm từ thời Đông Hán sang thời Tây Tấn.

## Con trai
Con trai của Tào Vũ là Tào Hoán được quyền thần Tư Mã Chiêu đưa lên ngôi thay cho Cao Quý hương công Tào Mao, tức là Ngụy Nguyên đế. Vì Tào Hoán được tính là con kế tự của Minh đế Tào Duệ (theo đúng thế phả là em họ Tào Duệ), nên theo tông pháp phải gọi Tào Vũ là ông chú (tòng tổ phụ), còn Tào Vũ khi đó dẫu còn sống nhưng không được tôn là Thái thượng hoàng mà vẫn làm Yên vương.
Khi Tào Vũ mất, Tào Hoán (đã bị giáng) làm Trần Lưu vương, dâng biểu thỉnh cầu được kế tự Tào Vũ (đã bị giáng làm Yên công), nhưng triều đình nhà Tấn từ chối.

## TrongTam quốc diễn nghĩa
Vũ là nhân vật nhỏ trong tác phẩm, xuất hiện ở hồi 106.